# Henry Kett
Pour les articles homonymes, voir Kett.
Henry Kett (12 février 1761 à Norwich, Angleterre – 30 juin 1825 à Stanwell, Middlesex, Angleterre) est un clerc, érudit et écrivain anglais.

## Biographie
Fils de Benjamin et Mary, Henry Kett naît le 12 février 1761 dans la paroisse de St. Peter's Mancroft de la ville de Norwich en Angleterre. Son père est cordonnier et citoyen honoraire (freeman) de Norwich. (Henry deviendra citoyen honoraire de la ville le 28 août 1784.) Formé à la Norwich School par le révérend William Lemon, il est admis au Trinity College de l'université d'Oxford le 18 mars 1777, où il obtient son BA en 1780, son MA en 1783 et son BD (Bachelor of Divinity) en 1793. Élu Blount exhibitioner le 26 mai 1777, il est ensuite nommé érudit (scholar) le 15 juin 1778, puis fellow le 5 juin 1784 (il le reste jusqu'en 1824). Son nom apparaît plusieurs fois comme tuteur d'étudiants de 1784 à 1809. 
En 1789, Henry Kett visite la France et est témoin des premiers jours de la Révolution française. Il est nommé Bampton lecturer en 1790. Il est nommé prêcheur en 1801 et 1802, puis examinateur classique de 1803 à 1804. Le 31 octobre 1793, il applique pour le poste de professeur de poésie, mais échoue face à James Hurdis. En 1802, il montre à nouveau son intérêt pour le même poste, mais abandonne avant la période élective. Il publie, pour démontrer son talent en poésie, un recueil de poèmes, Juvenile Poems, la plupart publiés dans le Gentleman's Magazine ; par la suite, il tentera d'interdire leur publication.
Sa personne se prêtait à la caricature ; en juin 1807, le caricaturiste satirique Robert Dighton (en) le dépeint comme un homme grand avec les mains derrière le dos. Dans sa jeunesse, Henry Kett est réservé, mais par la suite aspire à devenir un galant homme et un bon danseur. Il a refusé plusieurs postes du Trinity College et n'a pu à deux occasions s'imposer comme directeur de l'école. Grâce à l'appui de Joseph Chapman, président du Trinity College, il a été titulaire d'Elsfield, près d'Oxford, du 22 mai 1785 au 28 juin 1804 ; de juillet 1812 à 1820, il est vicaire de Sutton Benger dans le Wiltshire, et, en 1814, il est nommé vicaire perpétuel (perpetual curate, une catégorie de prêtres résidants ou de titulaires de chaire religieuse qui sont membres de l'Église unie d'Angleterre et d'Irlande) de Hykeham dans le comté de Lincolnshire. Il est aussi prêcheur du roi à Whitehall. Ces nominations ne suffisent pas à lui faire quitter Oxford. Il le fera lorsqu'il épousera une miss White en décembre 1823. 
Henry Kett était vaniteux et sujet aux dépressions nerveuses. Mort noyé, son corps a été découvert le 30 juin 1825 à Stanwell dans le Middlesex en Angleterre. 
Il a souscrit d'importantes sommes pour des immeubles du Trinity College. La majorité de sa fortune, environ 25 000 £, a été remise à des œuvres de charité à la mort de sa veuve.

## Œuvres
- Bampton Sermons, 1791, comprenant A Representation of the Conduct and Opinions of the Primitive Christians, with Remarks on Gibbon and Priestley (2e édition en 1792, avec corrections)
- Juvenile Poems, 1793
- History the Interpreter of Prophecy, 1799, 3 volumes (nombreuses éditions dans les années subséquentes).
- Elements of General Knowledge, 1802, 2 volumes. Inspiré d'une série de conférences prononcées devant ses élèves dans les douze années précédentes. L'annexe comprend une bibliographie de 52 pages, la partie sur les ouvrages classiques ayant été créée en collaboration avec l'érudit classique Richard Porson. Cette œuvre a été réimprimé à plusieurs reprises, la huitième édition paraissant en 1815.
- Emily, a moral Tale, 2e édition, 1809.
- A Tour to the Lakes of Cumberland and Westmoreland in August 1798, publié dans le British Tourists' Companion de William Fordyce Mavor.
- Logic made Easy, or a short View of the Aristotelic System of Reasoning, 1809
- The Flowers of Wit, or a Choice Collection of Bon Mots, 1814, 2 volumes.

Kett a rédigé des poèmes, une biographie et une traduction de poèmes de John Jortin. À son décès, il a laissé plusieurs documents inachevés, dont une édition d'une collection de proverbes grecs rassemblée par l'Allemand Eilhard Lubinus (en), avec des traductions en anglais et des notes.